# Tetrastichus carinatus
Tetrastichus carinatus är en stekelart som beskrevs av Kostjukov 1995. Tetrastichus carinatus ingår i släktet Tetrastichus och familjen finglanssteklar. Inga underarter finns listade i Catalogue of Life.